# Écot (Doubs)
Écot és un municipi francès situat al departament del Doubs i a la regió de Borgonya - Franc Comtat. L'any 2007 tenia 434 habitants.

## Demografia

### Població
El 2007 la població de fet d'Écot era de 434 persones. Hi havia 159 famílies de les quals 33 eren unipersonals (18 homes vivint sols i 15 dones vivint soles), 52 parelles sense fills, 67 parelles amb fills i 7 famílies monoparentals amb fills.
La població ha evolucionat segons el següent gràfic:
Habitants censats

### Habitatges
El 2007 hi havia 173 habitatges, 165 eren l'habitatge principal de la família, 3 eren segones residències i 5 estaven desocupats. 157 eren cases i 17 eren apartaments. Dels 165 habitatges principals, 143 estaven ocupats pels seus propietaris, 20 estaven llogats i ocupats pels llogaters i 2 estaven cedits a títol gratuït; 5 tenien dues cambres, 20 en tenien tres, 35 en tenien quatre i 105 en tenien cinc o més. 143 habitatges disposaven pel capbaix d'una plaça de pàrquing. A 49 habitatges hi havia un automòbil i a 111 n'hi havia dos o més.

### Piràmide de població
La piràmide de població per edats i sexe el 2009 era:
| Homes | Edats   | Dones |
| ----- | ------- | ----- |
| 0     | 95 o +  | 0     |
| 0     | 90 a 94 | 0     |
| 0     | 85 a 89 | 0     |
| 0     | 80 a 84 | 4     |
| 4     | 75 a 79 | 4     |
| 0     | 70 a 74 | 8     |
| 4     | 65 a 69 | 8     |
| 8     | 60 a 64 | 4     |
| 8     | 55 a 59 | 8     |
| 36    | 50 a 54 | 24    |
| 28    | 45 a 49 | 20    |
| 8     | 40 a 44 | 8     |
| 16    | 35 a 39 | 16    |
| 20    | 30 a 34 | 12    |
| 12    | 25 a 29 | 8     |
| 28    | 20 a 24 | 8     |
| 32    | 15 a 19 | 4     |
| 4     | 10 a 14 | 8     |
| 12    | 5 a 9   | 8     |
| 20    | 0 a 4   | 12    |

## Economia
El 2007 la població en edat de treballar era de 304 persones, 210 eren actives i 94 eren inactives. De les 210 persones actives 190 estaven ocupades (101 homes i 89 dones) i 20 estaven aturades (10 homes i 10 dones). De les 94 persones inactives 54 estaven jubilades, 17 estaven estudiant i 23 estaven classificades com a «altres inactius».

### Ingressos
El 2009 a Écot hi havia 180 unitats fiscals que integraven 468 persones, la mediana anual d'ingressos fiscals per persona era de 18.994 €.

### Activitats econòmiques
Dels 13 establiments que hi havia el 2007, 6 eren d'empreses de construcció, 2 d'empreses de comerç i reparació d'automòbils, 1 d'una empresa de transport, 1 d'una empresa financera, 2 d'empreses immobiliàries i 1 d'una entitat de l'administració pública.
Dels 4 establiments de servei als particulars que hi havia el 2009, 1 era un paleta, 1 fusteria i 2 lampisteries.
L'any 2000 a Écot hi havia 8 explotacions agrícoles que ocupaven un total de 189 hectàrees.

## Equipaments sanitaris i escolars
El 2009 hi havia una escola elemental.

## Poblacions més properes
El següent diagrama mostra les poblacions més properes.